# Rue Joseph-Kosma
La rue Joseph-Kosma est une voie du 19e arrondissement de Paris, en France.

## Situation et accès
La rue Joseph-Kosma est une voie privée située dans le 19e arrondissement de Paris. Elle débute au 26, rue des Ardennes et se termine quai de la Garonne.

## Origine du nom

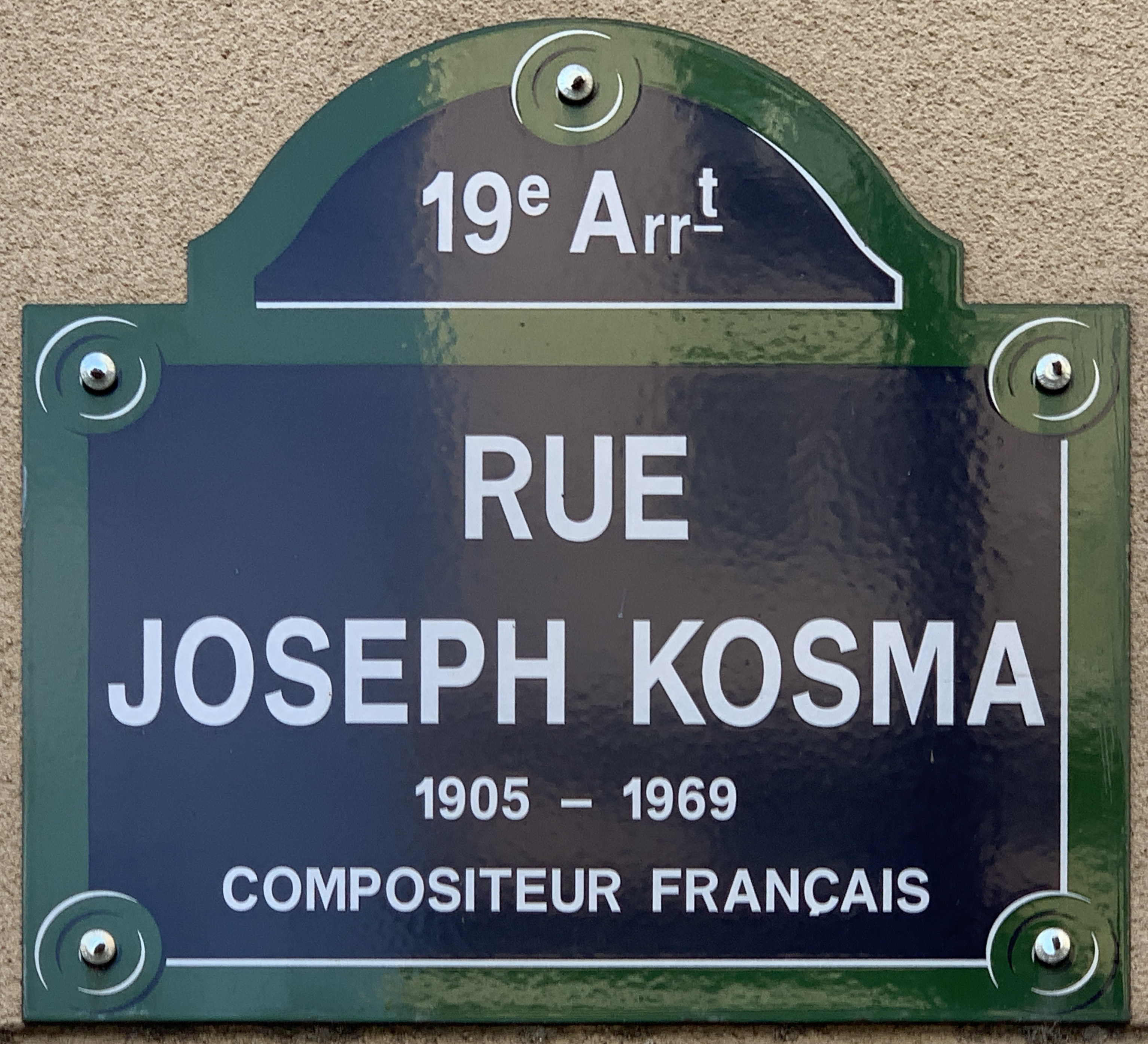
Plaque de la rue.

Elle porte le nom du compositeur Joseph Kosma (1905-1969).

## Historique
La voie est créée dans le cadre du lotissement du Parc des Musiciens, sous le nom provisoire de « voie DT/19 », et prend sa dénomination actuelle par un arrêté municipal du 28 janvier 2000. 
Elle est ouverte à la circulation publique par arrêté de voirie du 2 octobre 2000.